# Rikets sal
För humorsajten Rikets sal, se Rikets sal (humorsajt)

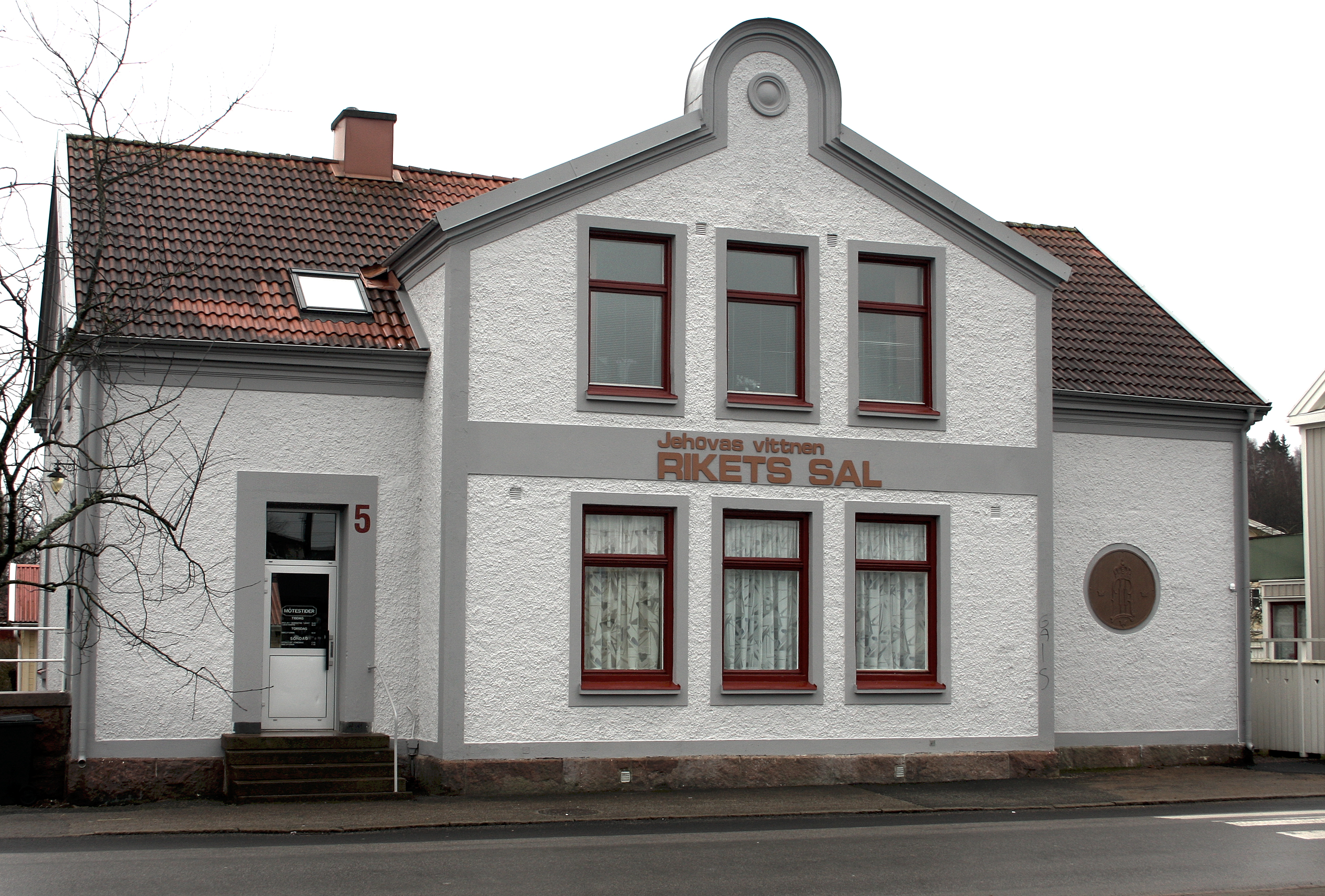
Rikets sal i Vårgårda.

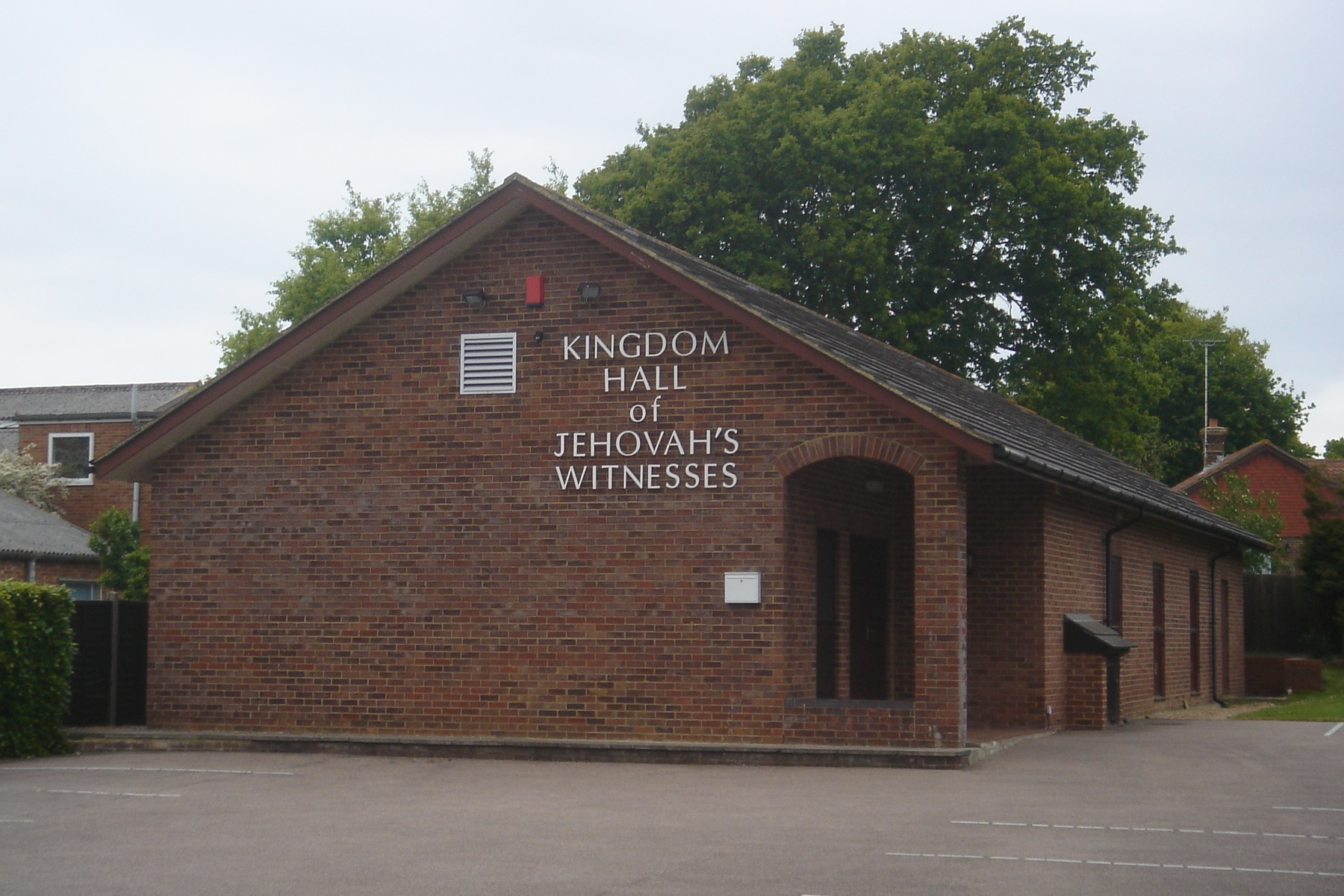
Rikets sal i West Sussex, Storbritannien.

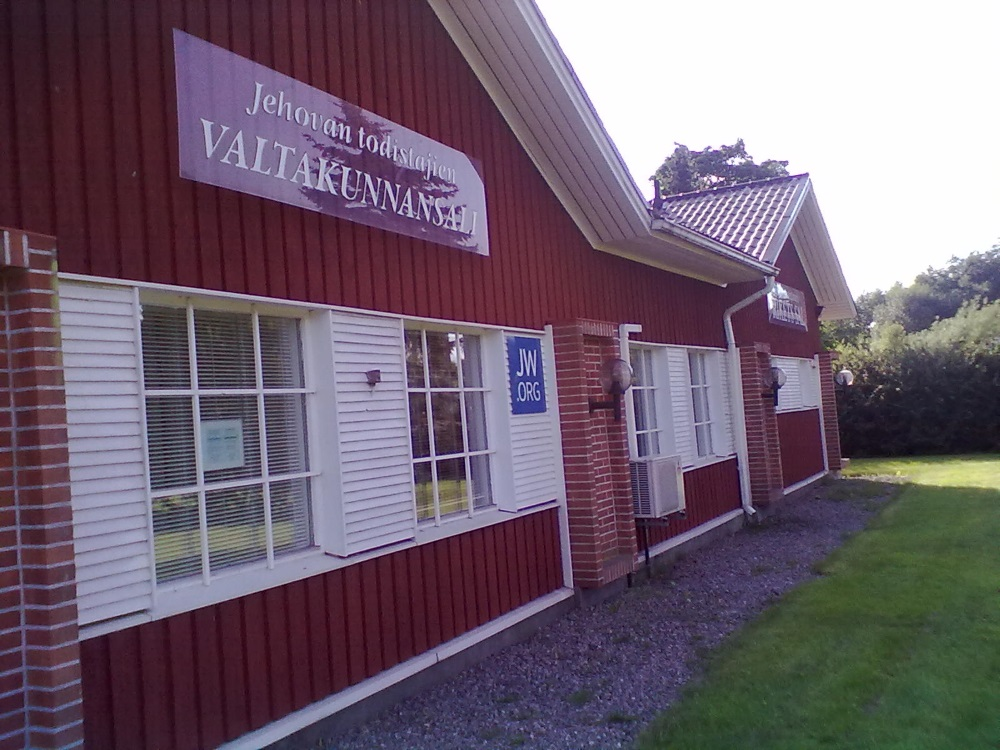
Rikets sal i Karis, Finland.

Rikets sal är Jehovas vittnens möteslokaler. Namnet "Rikets sal" är en översättning av engelska "Kingdom Hall" och syftar på Guds rike.
Jehovas vittnen har byggt de flesta av sina möteslokaler själva, vissa under ett enda veckoslut. Dessa byggnader är enkelt uppförda och har inte några religiösa symboler eller ting som till exempel kors som finns i kyrkor.